# Districtul Santi Suk
Santi Suk (în thailandeză สันติสุข) este un district (Amphoe) din provincia Nan, Thailanda, cu o populație de 15.695 de locuitori și o suprafață de 416,837 km².

## Componență
Districtul este subdivizat în 3 subdistricte (tambon), care sunt subdivizate în 31 de sate (muban).
| Nr. | Nume          | În thailandeză | Sate | Locuitori |  |
| --- | ------------- | -------------- | ---- | --------- |  |
| 1.  | Du Phong      | ดู่พงษ์           | 8    | 5,022     |  |
| 2.  | Pa Laeo Luang | ป่าแลวหลวง      | 10   | 4,513     |  |
| 3.  | Phong         | พงษ์            | 13   | 6,154     |  |